# Retiro nigronotatus
Retiro nigronotatus är en spindelart som beskrevs av Cândido Firmino de Mello-Leitão 1947. 
Retiro nigronotatus ingår i släktet Retiro och familjen mörkerspindlar. Inga underarter finns listade i Catalogue of Life.